# Mastixia tetrapetala
Mastixia tetrapetala là một loài thực vật có hoa trong họ Cornaceae. Loài này được Merr. miêu tả khoa học đầu tiên năm 1918.